# Kaya Ibrahim és Josip Tot
Kaya Ibrahim és Josip Tot egy németországi török, illetve németországi horvát személy, akiknek több, tetemes köztartozást felhalmozó Fidesz-közeli (magyarországi) céget adtak el 1995-ben, illetve 1997-ben, vélhetően szándékos adócsalási célzattal. Az általuk felvásárolt cégek arra hivatkozva, hogy semmi közük a korábbi ügyletekhez, adósságaikat nem fizették meg, több százmilliós köztartozást tüntetve így el.

## Történet
1995. július 25-én Schlecht Csaba összesen 13, Fideszhez köthető céget adott el egy Kaya Ibrahim nevű németországi török személynek, vélhetően a cégek jelentős, összesen mintegy 300 milliós köztartozás megfizetésének kikerülése céljából. Ezek a cégek ekkor mind Schlecht tulajdonában álltak, de többségében egy héttel korábban vásárolta őket Simicska Lajostól (aki ekkoriban még a Fidesz gazdasági igazgatója volt), Kövér Szilárdtól (Kövér László testvérétől), illetve Varga Tamás Fidesz-közeli vállalkozóktól. Az így „fantomizált” cégek valóban nem fizettek ki egy fillért sem az államnak tartozásaikból.
Schlecht 1997. szeptember 17-én ismét több, összesen három Fidesz-közeli céget adott el, ismét egy németországi személynek, ezúttal a horvát állampolgárságú Josip Totnak. Ezek a cégek szintén komoly köztartozást halmoztak fel és a „fantomizáció” után szintén fizetés nélkül tűntek el.
A két, egymással összefüggő ügy 1998 augusztusában kapott országos ismeretséget, amikor Rádi Antónia erről írt cikke megjelent a Népszabadság hasábjain. Az októberben indult nyomozást a rendőrség 2001. szeptember 11-én zárta le vádemelési javaslat nélkül.
2003-ban a rendőrség újra elővette az ügyet, amikor az ügy egyik mellékszereplője, Weisz József – mivel a bűncselekmény elévült – megtörte a hallgatást és több sajtóterméknek elismerte, hogy ő továbbította Kaya Ibrahim és Josip Tot útlevelének másolatát Tasnádi Zsolt vállalkozónak, aki egyes sajtóhírek szerint Orbán Viktor pénzügyi tanácsadója volt. Weisz a cégek fantomizálásáról további részleteket is feltárt. Ekkor Kaya Ibrahim is tévéinterjút adott Juszt Lászlónak, amiben elismerte, hogy egyszer önszántából vett egy céget Weisztől, ami ugyanolyan sorsra jutott, mint az 1995. július 25-én vásároltak, de állítása szerint az utóbbiakra csak ráhamisították az aláírását. Az érintettek szerint az Ibrahim által elismert ügyletben, a Weisztől korábban vett cég papírjain található tőle származó aláírás valóban láthatóan különbözik a Schlecht által lebonyolított ügyleteken szereplőktől. Minden valószínűség szerint Kaya Ibrahim 1995-ben azon az adott napon nem is tartózkodott Magyarországon (ennek ugyanis az akkor még érvényben lévő vízumkényszer miatt nyoma lenne) de a vádemelés végül ismételten elmaradt.